# St. Petri (Wandersleben)

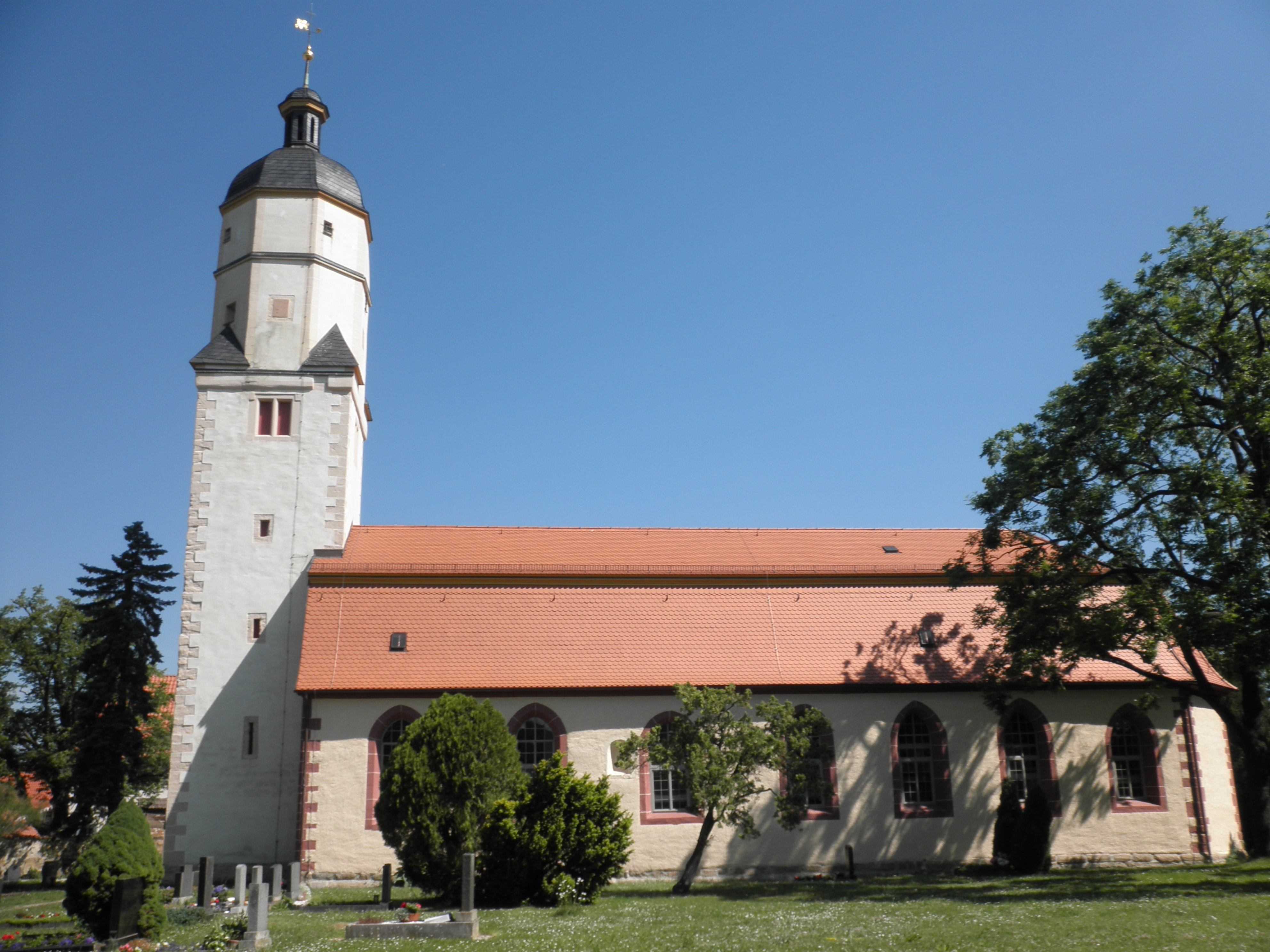
St.-Petri-Kirche (2011)

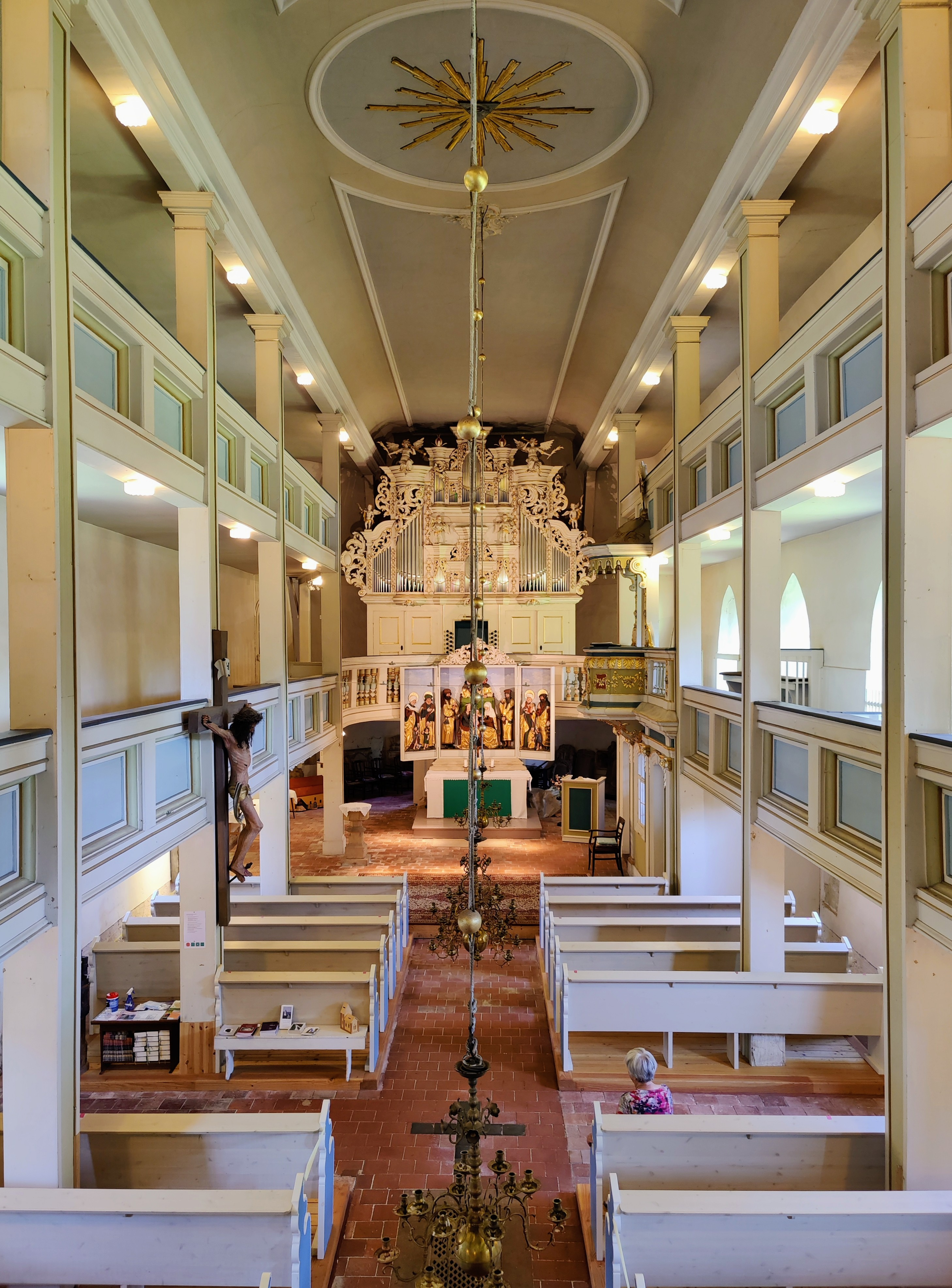
Kircheninneres

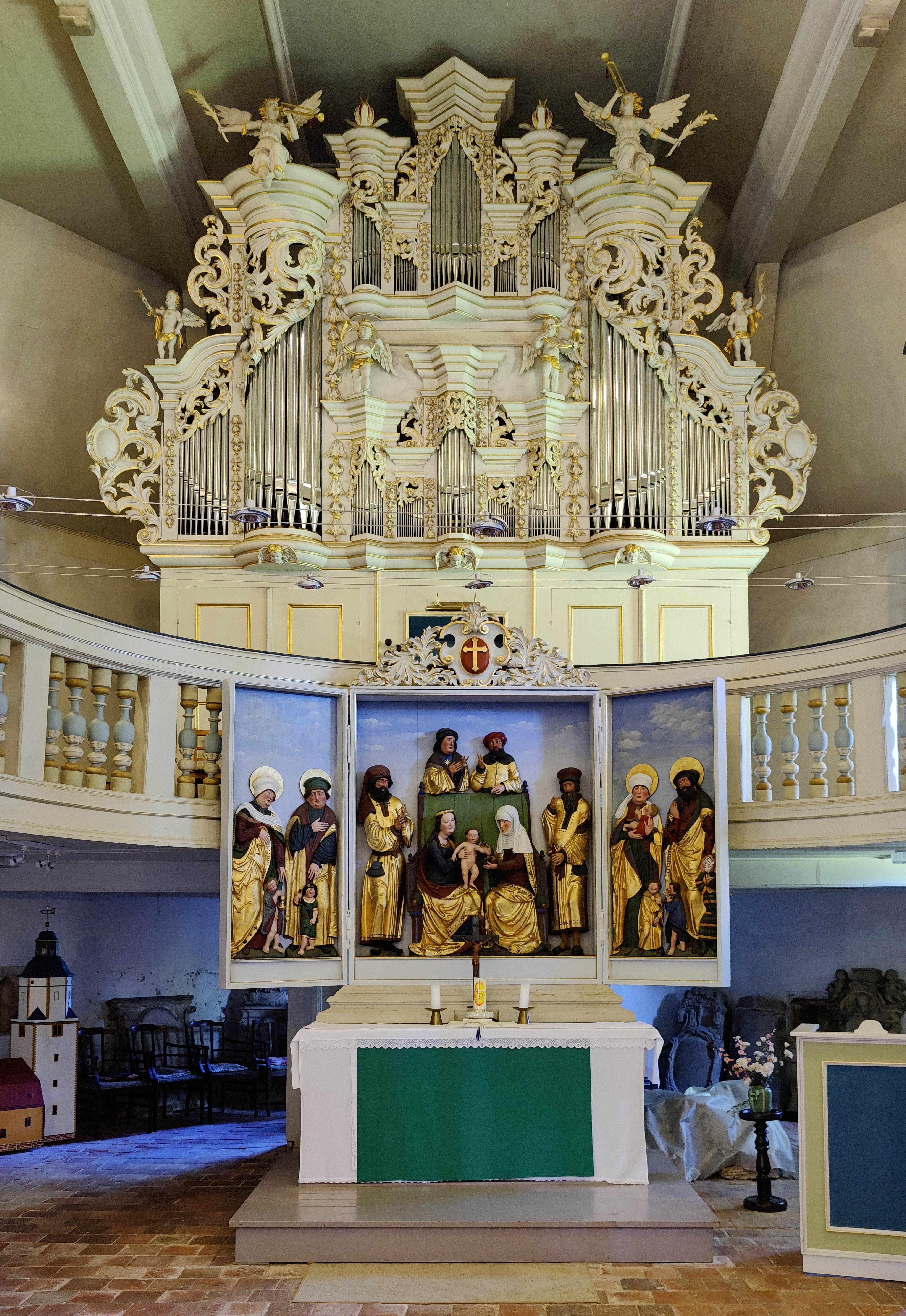
Orgel und Altar

St. Petri ist die evangelische Kirche in Wandersleben. Sie ist ein geschütztes Kulturdenkmal im Landkreis Gotha und gehört zum Pfarramt Apfelstädt im Kirchenkreis Gotha der Evangelischen Kirche in Mitteldeutschland.

## Geschichte
Die Kirche St. Petri war ursprünglich romanisch, was vermauerte romanische Fenster und eine aus der gleichen Zeit stammende Türöffnung belegen. 1143 wurde die Kirche erstmals urkundlich erwähnt. Damals wird Wandersleben als kirchlicher Verwaltungssitz des Dekanats genannt, dem außerdem die Pfarreien Ermstedt, Kleinrettbach und Mühlberg angehörten. 1527 wurde der Ort im Zuge der Reformation durch die Grafen von Gleichen evangelisch.
Auf den romanischen Grundmauern steht die heutige Kirche.
Der vermutlich im 15. Jahrhundert errichtete Turm brannte 1655 aus und bekam 1671 im oberen Bereich sein heutiges Aussehen. Er war einsturzgefährdet, bevor er 1997 saniert wurde. Ebenso wurden Dach, Fassade und Orgel saniert, nicht zuletzt dank des Einsatzes des Kirchbauvereins.

## Kircheninneres
Die Ausstattung aus dem Barock wird von der Orgel aus dem Jahr 1724 sowie dem aus dem 15. Jahrhundert stammenden Annen-Altar, einem holzgeschnitzten Flügelaltar geprägt, der nach der Reformation im hinteren Teil der Kirche eingemauert und 1880 wiederentdeckt wurde. Weiterhin sehenswert ist die lebensgroße, spätgotische Darstellung des Gekreuzigten. 
In der Kirche stehen einige künstlerisch wertvolle Epitaphe. Die Kirche diente bis ins 18. Jahrhundert als Grablege verschiedener ansässiger Adelsgeschlechter. Unter anderem finden sich die Grabplatten der 1556 verstorbenen Gräfin Elisabeth von Gleichen, geb. Fr. von Plesse, Gemahlin des Grafen Georg von Gleichen und deren Tochter, Gräfin Elisabeth von Isenburg († 1616). Im 19. Jahrhundert wurde eine Tafel mit den Wappen der ehemaligen Wanderslebener Adelsfamilien entdeckt.

## Orgel

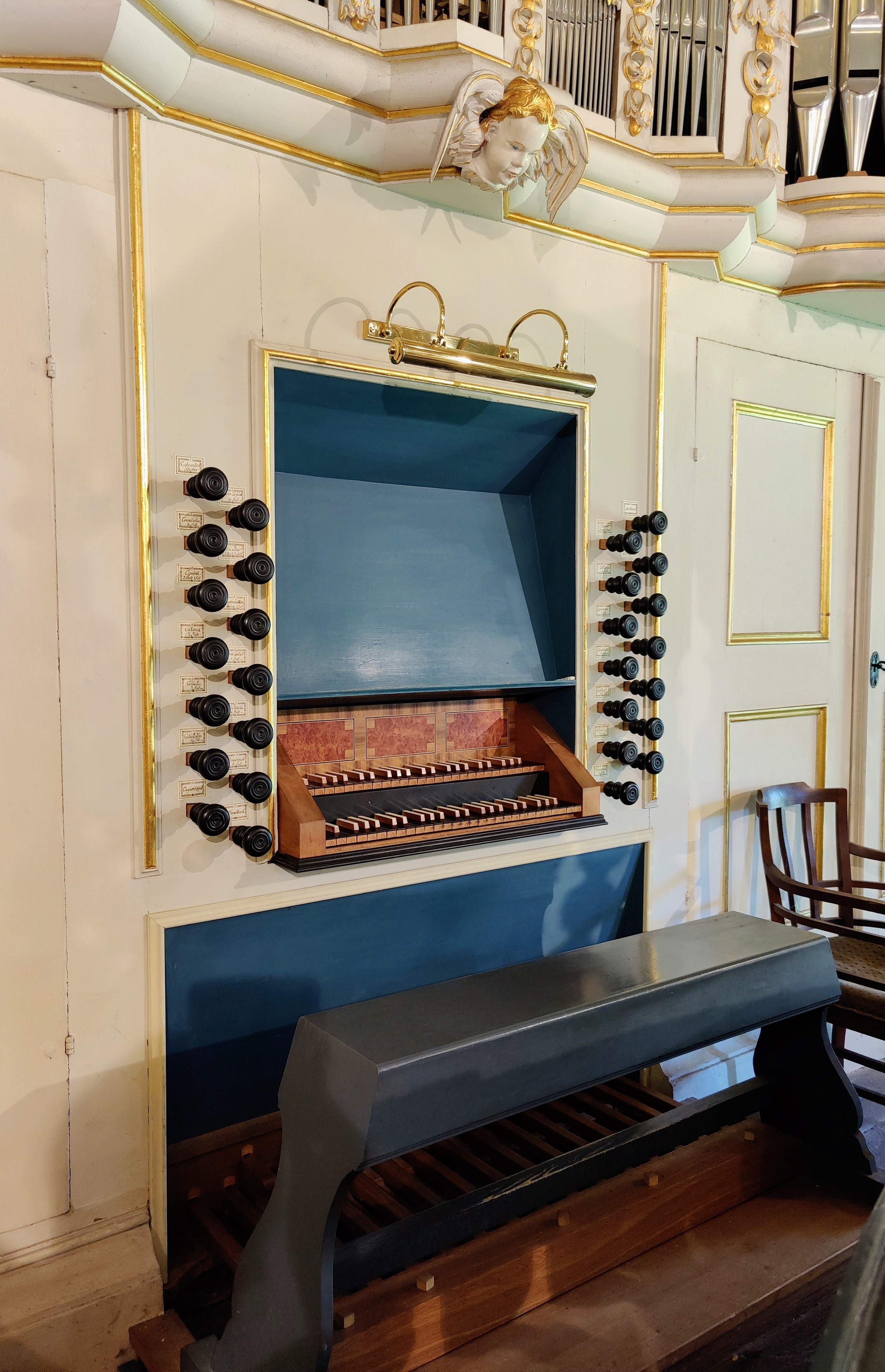
Spielschrank

Die Orgel ist ein Werk von Johann Georg Schröter aus dem Jahr 1724. Sie hat 23 Register auf zwei Manualen und Pedal. Nach mehrfachen Umbauten und Erweiterungen wurde sie im Jahr 1999 durch die Firma Orgelbau Waltershausen restauriert. Die Disposition lautet:
| I Haupt Manual CD–c3 |     |      |
| Quintatön            | 16′ |      |
| Principal            | 8′  |      |
| Gedackt              | 8′  |      |
| Gambe                | 8′  | 1773 |
| Octave               | 4′  |      |
| Quinta               | 3′  |      |
| Octava               | 2′  |      |
| Sesqvialtera II      |     |      |
| Mixtur IV            |     |      |
| Cymbel III           |     |      |
| Trompeta             | 8′  |      |

| II Oberwerk CD–c3 |    |      |
| Quinta Thön       | 8′ |      |
| Gedackt           | 8′ |      |
| Principal         | 4′ |      |
| Gemshorn          | 4′ |      |
| Nachthorn         | 4′ |      |
| Octave            | 2′ |      |
| Terzian II        |    |      |
| Scharff III       |    |      |
| Glockenspiel      |    | 1770 |

| Pedal CD–c1   |     |          |
| Violon Bass   | 16′ | ca. 1810 |
| Sub Bass      | 16′ |          |
| Octave Bass   | 8′  |          |
| Posaunen Bass | 16′ |          |

- Cymbel Glocken (1773)
- Koppeln: Manualkoppel, Pedalkoppel
- Tremulant

## Friedhof

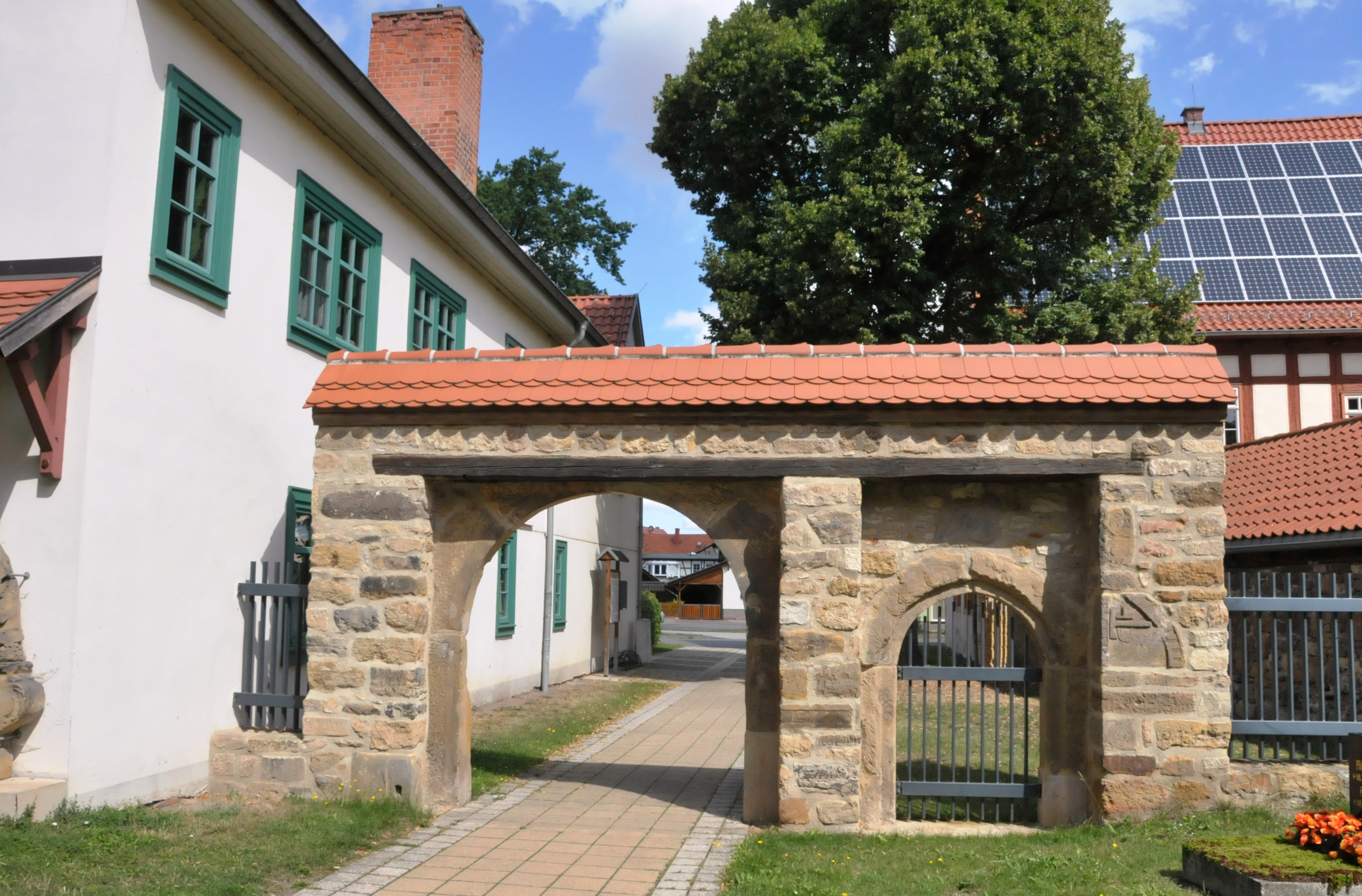
Alter rekonstruierter Tordurchgang zur Kirche

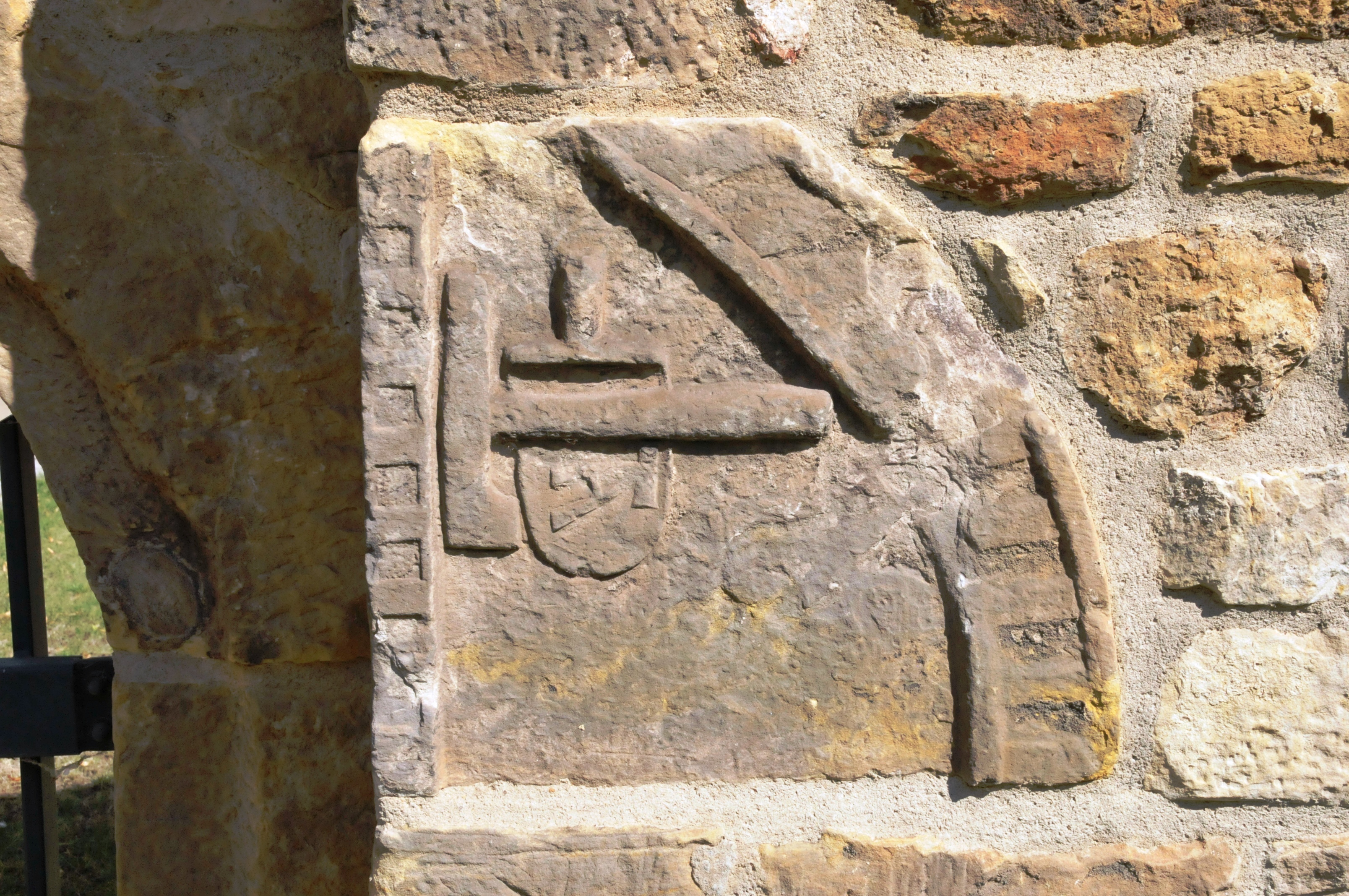
Detail im Mauerwerk

Der gepflegte Friedhof beherbergt einige alte und historisch interessante Grabsteine. So auch den des Johann Christian von Henning (1692 bis 1767), einer der Besitzer des Henningshofs in der Ortsmitte gegenüber dem Rathaus. Unter anderem aus Sicherheitsgründen wurde im September 2011 die stark einsturzgefährdete Friedhofsmauer zum angrenzenden Kindergarten „Dreikäsehoch“ saniert und das dortige wertvolle Portal am Eingang zum Kirchengelände wieder neu errichtet.

## Bilder der Kirche

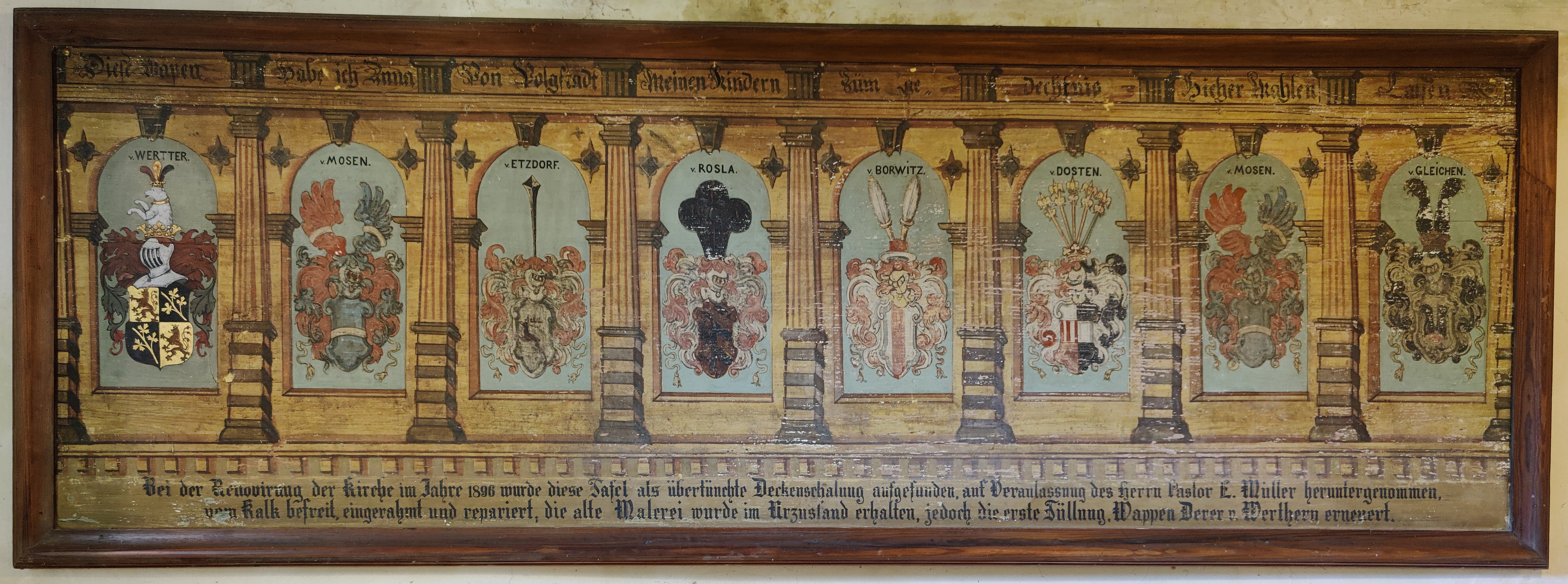
Alte Deckenschalung in der Kirche, Wappentafel der ehemaligen Wanderslebener Adelsfamilien.
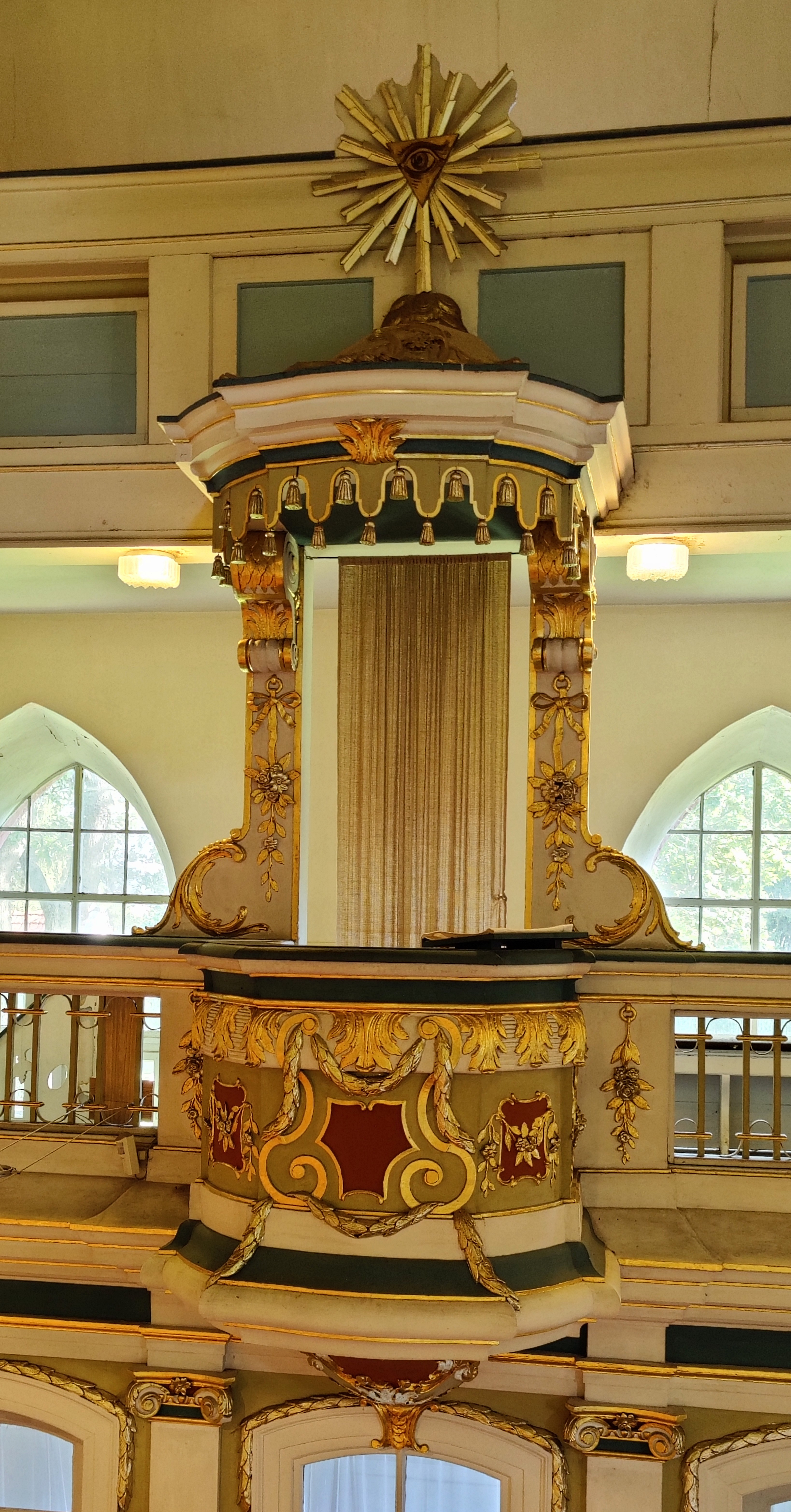
Kanzel
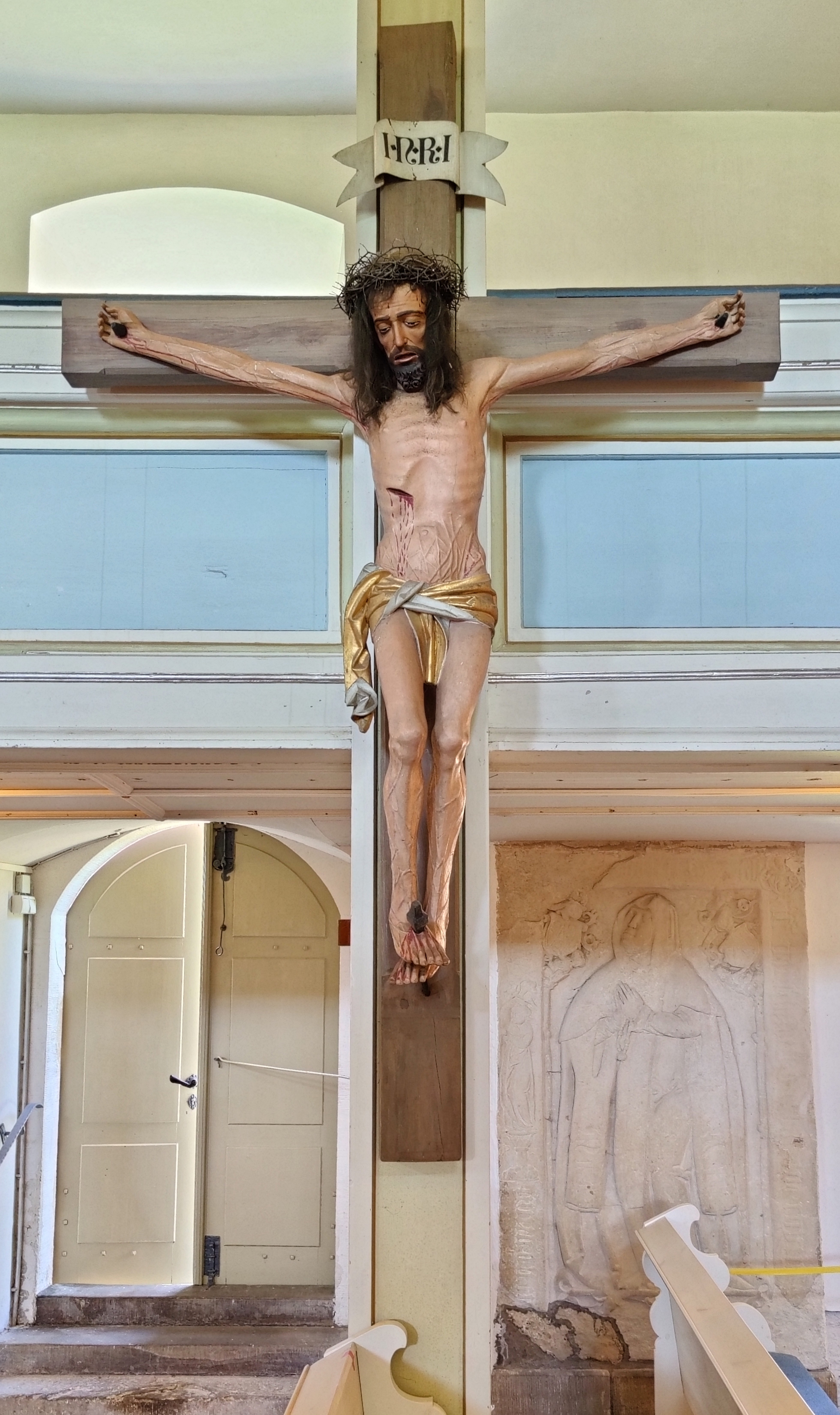
Kruzifix
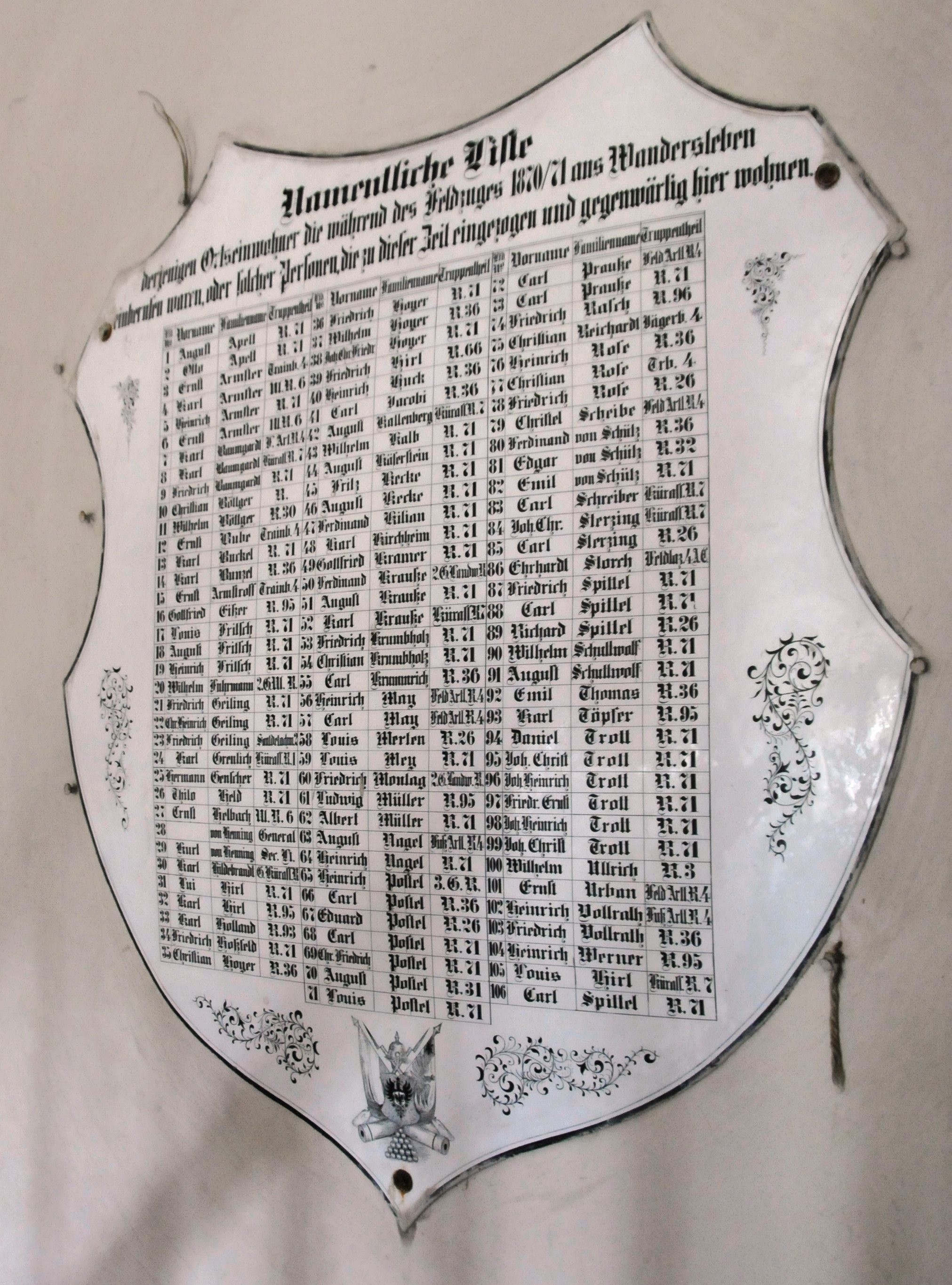
Erinnerungstafel an den Krieg 1870/71
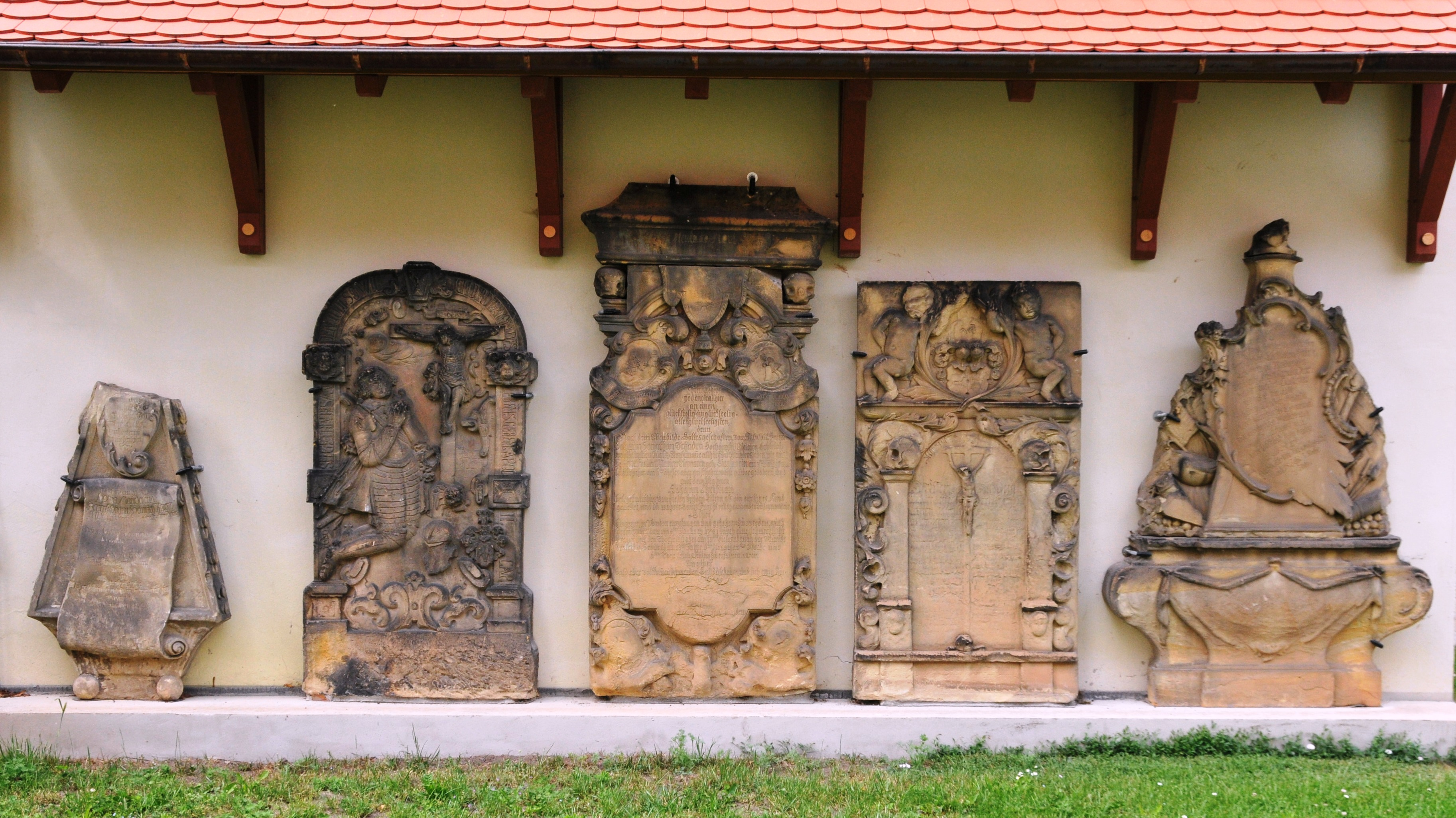
Sammlung alter Grabplatten an der Mauer des Kirchhofs